# Fehér acsalapu
A fehér acsalapu (Petasites albus) az őszirózsafélék (Asteraceae) családjának őszirózsaformák (Asteroideae) alcsaládjába tartozó, évelő, lágy szárú növényfaj. Nyirkos, nedves termőhelyeken, lucfenyő erdőkben, bükkösökben, szurdokerdőkben előforduló védett növény. A Mátrában megtalálhatóak állományai.

## Jellemzése

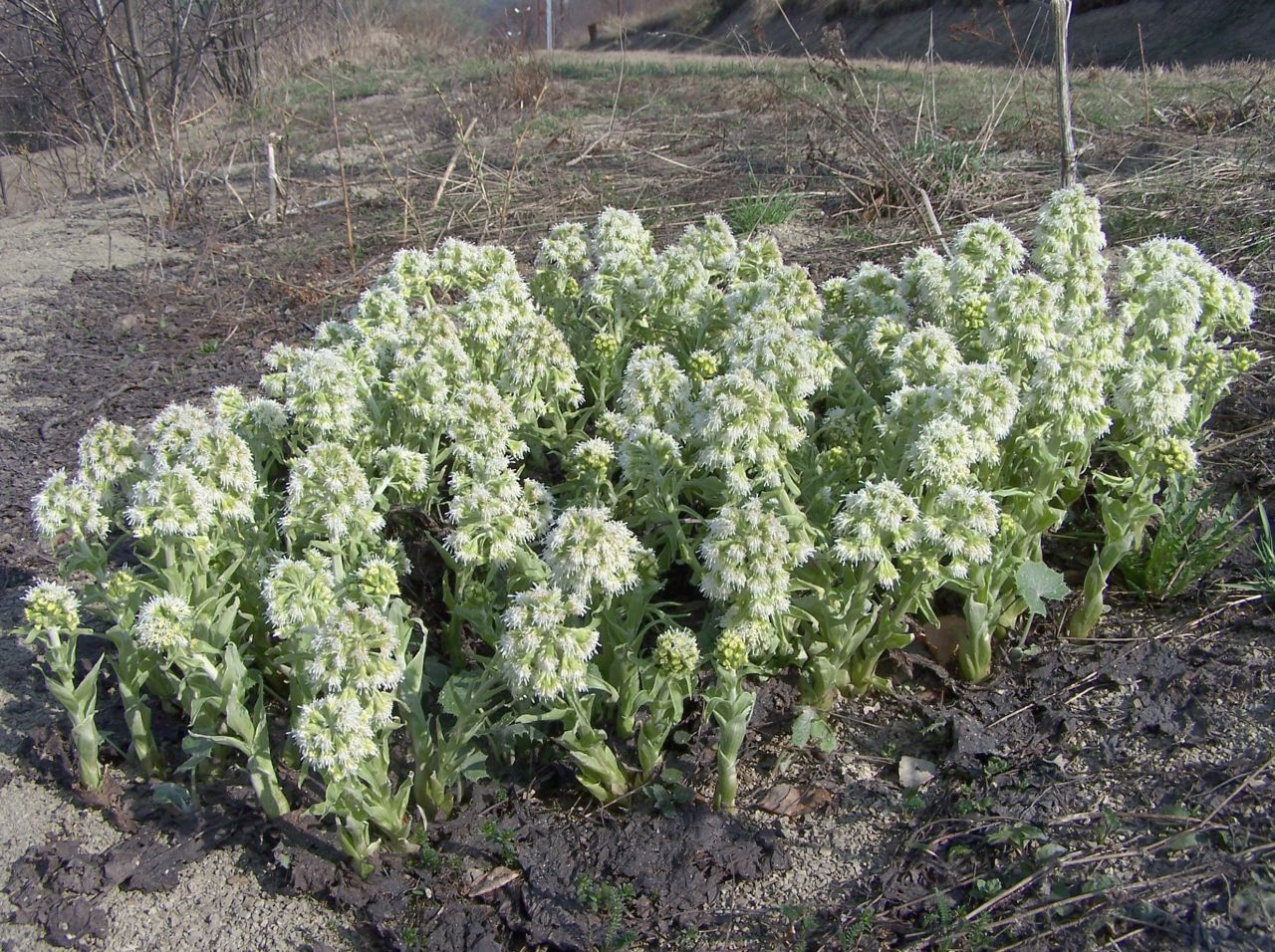
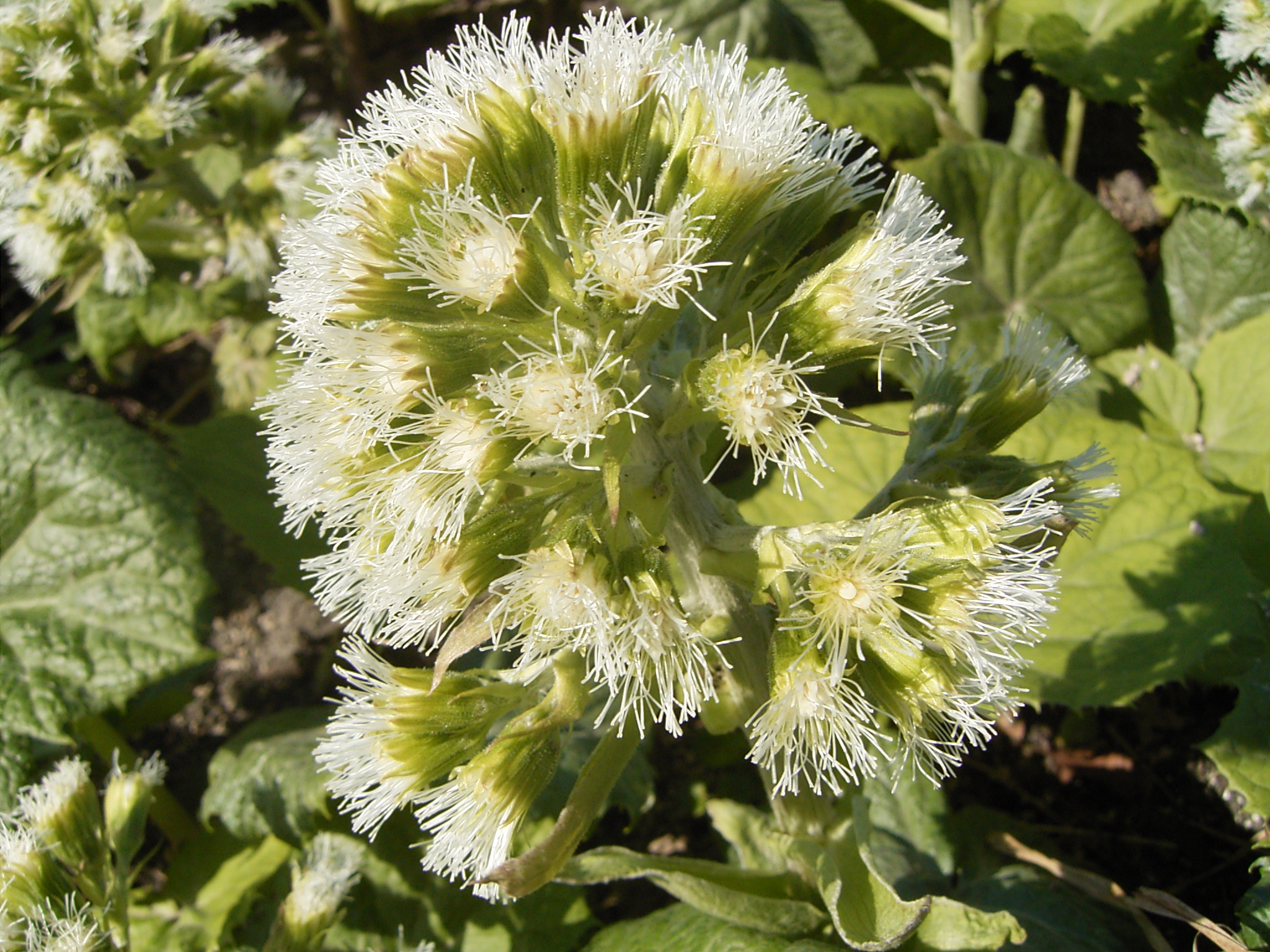
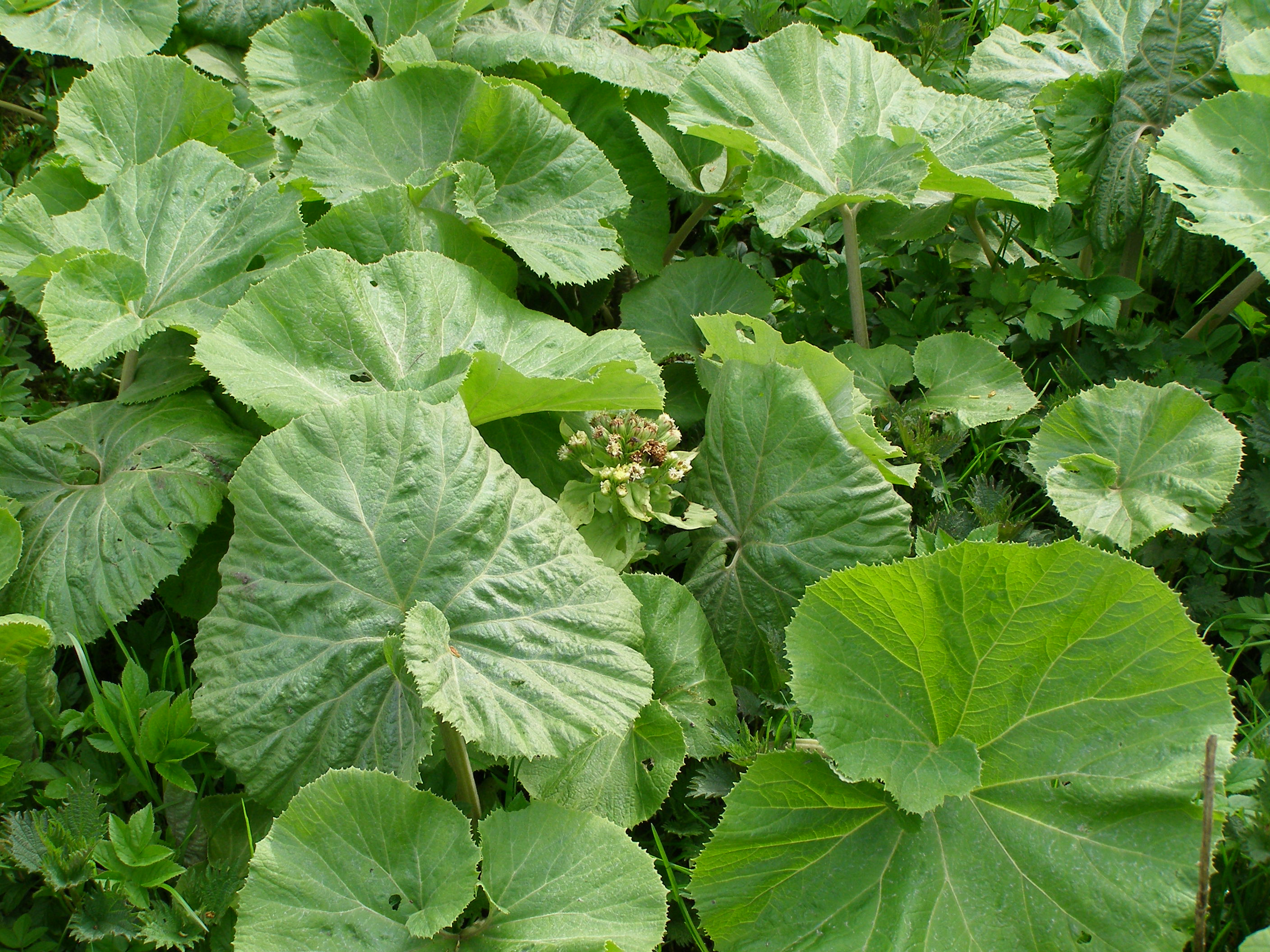

Nagy termetű növény, szív alakú, szabályosan vagy szabálytalanul fűrészes levelei elérhetik a 90 centiméteres átmérőt is. A levelek fonák oldala szürkén molyhos. Fészekvirágzatai még a levelek előtt jelennek meg, 15–30 cm magasak, tömött fehér fürtökben állnak, amelyen pikkelylevelek találhatóak, a párta fehéres. A virágok egy- vagy kétivarúak is lehetnek. Az egyivarú fészekben a bibeszál félhenger alakú, a kétivarú virágban kihegyezett csúcsú, tojásdad alakja van. A fehér acsalapu április-május között virágzik.